# Championnat du monde masculin de curling 1998
Navigation
Édition précédente Édition suivante

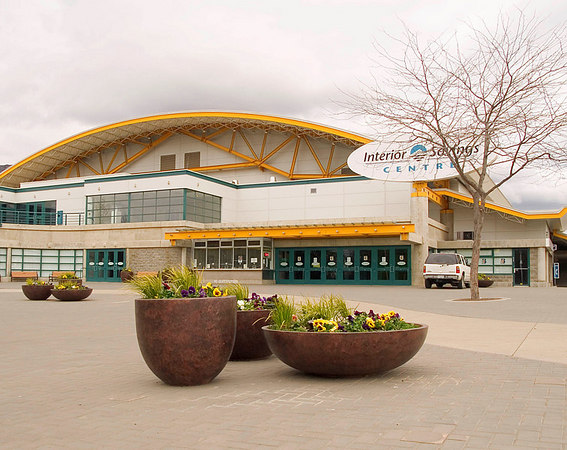

Le Championnat du monde masculin de curling 1998 (nom officiel : Ford World Men's Curling Championship) est la 40e édition de cette compétition de curling.

Il a été organisé au Canada dans la ville de Kamloops, dans le Riverside Coliseum du 4 au 12 avril 1998.

## Équipes
| Australie | Canada | Danemark | Finlande |
| --- | --- | --- | --- |
| Sydney Harbour CC, Sydney Skip: Hugh Millikin Third: Trevor Schumm Second: John Theriault Lead: Stephen Johns Remplaçant : Stephen Hewitt       | St. George's G&CC, Toronto, Ontario Skip: Wayne Middaugh Third: Graeme McCarrel Second: Ian Tetley Lead: Scott Bailey Remplaçant : David Carruthers | Hvidovre CC, Hvidovre Skip: Tommy Stjerne Third: Gert Larsen Second: Peter Andersen Lead: Ivan Frederiksen Remplaçant : Anders Søderblom | Hyvinkää CC, Hyvinkää Skip: Markku Uusipaavalniemi Third: Wille Mäkelä Second: Tommi Häti Lead: Jari Laukkanen Remplaçant : Jussi Uusipaavalniemi |
| Allemagne | Norvège | Écosse | Suède |
| Füssen CC, Füssen Skip: Roland Jentsch Third: Uli Sutor Second: Florian Zörgiebel Lead: Andreas Kempf Remplaçant : Alexander Huchel             | Snarøen CC, Oslo Skip: Thomas Ulsrud Third: Thomas Due Second: Torger Nergård Lead: Johan Høstmælingen Remplaçant : Rolf Andreas Lauten             | St. Martins CC, Perth Skip: David Smith Third: Warwick Smith Second: Peter Smith Lead: David Hay Remplaçant : Mike Hay                   | Östersunds CK, Östersund Skip: Peja Lindholm Third: Tomas Nordin Second: Magnus Swartling Lead: Peter Narup Remplaçant : Marcus Feldt             |
| Suisse | États-Unis | | |
| Soleure & Saint-Moritz CC Skip: Christof Schwaller Third: Marc Haudenschild Second: Reto Ziegler Lead: Rolf Iseli Remplaçant : Robert Hürlimann | Hibbing CC, Hibbing, Minnesota Skip: Paul Pustovar Third: Dave Volette Second: Greg Wilson Lead: Cory Ward Remplaçant : Shawn Rojeski               | | |

## Classement
| Pays       | Skip                   | V | D |
| ---------- | ---------------------- | - | - |
| Canada     | Wayne Middaugh         | 8 | 1 |
| Suède      | Peja Lindholm          | 6 | 3 |
| Écosse     | David Smith            | 5 | 4 |
| Finlande   | Markku Uusipaavalniemi | 5 | 4 |
| Norvège    | Thomas Ulsrud          | 5 | 4 |
| États-Unis | Paul Pustovar          | 4 | 5 |
| Danemark   | Tommy Stjerne          | 4 | 5 |
| Suisse     | Christof Schwaller     | 4 | 5 |
| Australie  | Hugh Millikin          | 2 | 7 |
| Allemagne  | Roland Jentsch         | 2 | 7 |

*Légende: V = Victoire - D = Défaite

## Résultats

### Match 1
| Équipes              | 1 | 2 | 3 | 4 | 5 | 6 | 7 | 8 | 9 | 10 | Total |
| -------------------- | - | - | - | - | - | - | - | - | - | -- | ----- |
| Australie (Millikin) | – | – | – | – | – | – | – | – | – | –  | 8     |
| Allemagne (Jentsch)  | – | – | – | – | – | – | – | – | – | –  | 3     |

| Équipes          | 1 | 2 | 3 | 4 | 5 | 6 | 7 | 8 | 9 | 10 | Total |
| ---------------- | - | - | - | - | - | - | - | - | - | -- | ----- |
| Norvège (Ulsrud) | – | – | – | – | – | – | – | – | – | –  | 4     |
| Écosse (Smith)   | – | – | – | – | – | – | – | – | – | –  | 8     |

| Équipes           | 1 | 2 | 3 | 4 | 5 | 6 | 7 | 8 | 9 | 10 | Total |
| ----------------- | - | - | - | - | - | - | - | - | - | -- | ----- |
| Canada (Middaugh) | – | – | – | – | – | – | – | – | – | –  | 10    |
| Suède (Lindholm)  | – | – | – | – | – | – | – | – | – | –  | 6     |

| Équipes               | 1 | 2 | 3 | 4 | 5 | 6 | 7 | 8 | 9 | 10 | Total |
| --------------------- | - | - | - | - | - | - | - | - | - | -- | ----- |
| Danemark (Stjerne)    | – | – | – | – | – | – | – | – | – | –  | 4     |
| États-Unis (Pustovar) | – | – | – | – | – | – | – | – | – | –  | 8     |

| Équipes                    | 1 | 2 | 3 | 4 | 5 | 6 | 7 | 8 | 9 | 10 | Total |
| -------------------------- | - | - | - | - | - | - | - | - | - | -- | ----- |
| Suisse (Schwaller)         | – | – | – | – | – | – | – | – | – | –  | 3     |
| Finlande (Uusipaavalniemi) | – | – | – | – | – | – | – | – | – | –  | 5     |

### Match 2
| Équipes          | 1 | 2 | 3 | 4 | 5 | 6 | 7 | 8 | 9 | 10 | Total |
| ---------------- | - | - | - | - | - | - | - | - | - | -- | ----- |
| Norvège (Ulsrud) | – | – | – | – | – | – | – | – | – | –  | 3     |
| Suède (Lindholm) | – | – | – | – | – | – | – | – | – | –  | 8     |

| Équipes            | 1 | 2 | 3 | 4 | 5 | 6 | 7 | 8 | 9 | 10 | Total |
| ------------------ | - | - | - | - | - | - | - | - | - | -- | ----- |
| Suisse (Schwaller) | – | – | – | – | – | – | – | – | – | –  | 5     |
| Danemark (Stjerne) | – | – | – | – | – | – | – | – | – | –  | 11    |

| Équipes                    | 1 | 2 | 3 | 4 | 5 | 6 | 7 | 8 | 9 | 10 | Total |
| -------------------------- | - | - | - | - | - | - | - | - | - | -- | ----- |
| Écosse (Smith)             | – | – | – | – | – | – | – | – | – | –  | 5     |
| Finlande (Uusipaavalniemi) | – | – | – | – | – | – | – | – | – | –  | 6     |

| Équipes              | 1 | 2 | 3 | 4 | 5 | 6 | 7 | 8 | 9 | 10 | Total |
| -------------------- | - | - | - | - | - | - | - | - | - | -- | ----- |
| Australie (Millikin) | – | – | – | – | – | – | – | – | – | –  | 2     |
| Canada (Middaugh)    | – | – | – | – | – | – | – | – | – | –  | 11    |

| Équipes               | 1 | 2 | 3 | 4 | 5 | 6 | 7 | 8 | 9 | 10 | Total |
| --------------------- | - | - | - | - | - | - | - | - | - | -- | ----- |
| États-Unis (Pustovar) | – | – | – | – | – | – | – | – | – | –  | 4     |
| Allemagne (Jentsch)   | – | – | – | – | – | – | – | – | – | –  | 11    |

### Match 3
| Équipes            | 1 | 2 | 3 | 4 | 5 | 6 | 7 | 8 | 9 | 10 | Total |
| ------------------ | - | - | - | - | - | - | - | - | - | -- | ----- |
| Suisse (Schwaller) | – | – | – | – | – | – | – | – | – | –  | 7     |
| Canada (Middaugh)  | – | – | – | – | – | – | – | – | – | –  | 8     |

| Équipes                    | 1 | 2 | 3 | 4 | 5 | 6 | 7 | 8 | 9 | 10 | Total |
| -------------------------- | - | - | - | - | - | - | - | - | - | -- | ----- |
| Finlande (Uusipaavalniemi) | – | – | – | – | – | – | – | – | – | –  | 8     |
| États-Unis (Pustovar)      | – | – | – | – | – | – | – | – | – | –  | 6     |

| Équipes            | 1 | 2 | 3 | 4 | 5 | 6 | 7 | 8 | 9 | 10 | Total |
| ------------------ | - | - | - | - | - | - | - | - | - | -- | ----- |
| Danemark (Stjerne) | – | – | – | – | – | – | – | – | – | –  | 5     |
| Norvège (Ulsrud)   | – | – | – | – | – | – | – | – | – | –  | 3     |

| Équipes             | 1 | 2 | 3 | 4 | 5 | 6 | 7 | 8 | 9 | 10 | Total |
| ------------------- | - | - | - | - | - | - | - | - | - | -- | ----- |
| Allemagne (Jentsch) | – | – | – | – | – | – | – | – | – | –  | 1     |
| Écosse (Smith)      | – | – | – | – | – | – | – | – | – | –  | 8     |

| Équipes              | 1 | 2 | 3 | 4 | 5 | 6 | 7 | 8 | 9 | 10 | Total |
| -------------------- | - | - | - | - | - | - | - | - | - | -- | ----- |
| Suède (Lindholm)     | – | – | – | – | – | – | – | – | – | –  | 7     |
| Australie (Millikin) | – | – | – | – | – | – | – | – | – | –  | 5     |

### Match 4
| Équipes                    | 1 | 2 | 3 | 4 | 5 | 6 | 7 | 8 | 9 | 10 | Total |
| -------------------------- | - | - | - | - | - | - | - | - | - | -- | ----- |
| Norvège (Ulsrud)           | – | – | – | – | – | – | – | – | – | –  | 8     |
| Finlande (Uusipaavalniemi) | – | – | – | – | – | – | – | – | – | –  | 3     |

| Équipes              | 1 | 2 | 3 | 4 | 5 | 6 | 7 | 8 | 9 | 10 | Total |
| -------------------- | - | - | - | - | - | - | - | - | - | -- | ----- |
| Écosse (Smith)       | – | – | – | – | – | – | – | – | – | –  | 7     |
| Australie (Millikin) | – | – | – | – | – | – | – | – | – | –  | 4     |

| Équipes             | 1 | 2 | 3 | 4 | 5 | 6 | 7 | 8 | 9 | 10 | Total |
| ------------------- | - | - | - | - | - | - | - | - | - | -- | ----- |
| Suisse (Schwaller)  | – | – | – | – | – | – | – | – | – | –  | 6     |
| Allemagne (Jentsch) | – | – | – | – | – | – | – | – | – | –  | 5     |

| Équipes               | 1 | 2 | 3 | 4 | 5 | 6 | 7 | 8 | 9 | 10 | Total |
| --------------------- | - | - | - | - | - | - | - | - | - | -- | ----- |
| États-Unis (Pustovar) | – | – | – | – | – | – | – | – | – | –  | 2     |
| Suède (Lindholm)      | – | – | – | – | – | – | – | – | – | –  | 5     |

| Équipes            | 1 | 2 | 3 | 4 | 5 | 6 | 7 | 8 | 9 | 10 | Total |
| ------------------ | - | - | - | - | - | - | - | - | - | -- | ----- |
| Canada (Middaugh)  | – | – | – | – | – | – | – | – | – | –  | 5     |
| Danemark (Stjerne) | – | – | – | – | – | – | – | – | – | –  | 4     |

### Match 5
| Équipes            | 1 | 2 | 3 | 4 | 5 | 6 | 7 | 8 | 9 | 10 | Total |
| ------------------ | - | - | - | - | - | - | - | - | - | -- | ----- |
| Suède (Lindholm)   | – | – | – | – | – | – | – | – | – | –  | 6     |
| Danemark (Stjerne) | – | – | – | – | – | – | – | – | – | –  | 7     |

| Équipes             | 1 | 2 | 3 | 4 | 5 | 6 | 7 | 8 | 9 | 10 | Total |
| ------------------- | - | - | - | - | - | - | - | - | - | -- | ----- |
| Allemagne (Jentsch) | – | – | – | – | – | – | – | – | – | –  | 6     |
| Norvège (Ulsrud)    | – | – | – | – | – | – | – | – | – | –  | 9     |

| Équipes               | 1 | 2 | 3 | 4 | 5 | 6 | 7 | 8 | 9 | 10 | Total |
| --------------------- | - | - | - | - | - | - | - | - | - | -- | ----- |
| Canada (Middaugh)     | – | – | – | – | – | – | – | – | – | –  | 7     |
| États-Unis (Pustovar) | – | – | – | – | – | – | – | – | – | –  | 6     |

| Équipes            | 1 | 2 | 3 | 4 | 5 | 6 | 7 | 8 | 9 | 10 | Total |
| ------------------ | - | - | - | - | - | - | - | - | - | -- | ----- |
| Suisse (Schwaller) | – | – | – | – | – | – | – | – | – | –  | 9     |
| Écosse (Smith)     | – | – | – | – | – | – | – | – | – | –  | 3     |

| Équipes                    | 1 | 2 | 3 | 4 | 5 | 6 | 7 | 8 | 9 | 10 | Total |
| -------------------------- | - | - | - | - | - | - | - | - | - | -- | ----- |
| Australie (Millikin)       | – | – | – | – | – | – | – | – | – | –  | 5     |
| Finlande (Uusipaavalniemi) | – | – | – | – | – | – | – | – | – | –  | 8     |

### Match 6
| Équipes               | 1 | 2 | 3 | 4 | 5 | 6 | 7 | 8 | 9 | 10 | Total |
| --------------------- | - | - | - | - | - | - | - | - | - | -- | ----- |
| Écosse (Smith)        | – | – | – | – | – | – | – | – | – | –  | 7     |
| États-Unis (Pustovar) | – | – | – | – | – | – | – | – | – | –  | 8     |

| Équipes              | 1 | 2 | 3 | 4 | 5 | 6 | 7 | 8 | 9 | 10 | Total |
| -------------------- | - | - | - | - | - | - | - | - | - | -- | ----- |
| Danemark (Stjerne)   | – | – | – | – | – | – | – | – | – | –  | 2     |
| Australie (Millikin) | – | – | – | – | – | – | – | – | – | –  | 9     |

| Équipes                    | 1 | 2 | 3 | 4 | 5 | 6 | 7 | 8 | 9 | 10 | Total |
| -------------------------- | - | - | - | - | - | - | - | - | - | -- | ----- |
| Finlande (Uusipaavalniemi) | – | – | – | – | – | – | – | – | – | –  | 8     |
| Allemagne (Jentsch)        | – | – | – | – | – | – | – | – | – | –  | 3     |

| Équipes           | 1 | 2 | 3 | 4 | 5 | 6 | 7 | 8 | 9 | 10 | Total |
| ----------------- | - | - | - | - | - | - | - | - | - | -- | ----- |
| Canada (Middaugh) | – | – | – | – | – | – | – | – | – | –  | 6     |
| Norvège (Ulsrud)  | – | – | – | – | – | – | – | – | – | –  | 8     |

| Équipes            | 1 | 2 | 3 | 4 | 5 | 6 | 7 | 8 | 9 | 10 | Total |
| ------------------ | - | - | - | - | - | - | - | - | - | -- | ----- |
| Suède (Lindholm)   | – | – | – | – | – | – | – | – | – | –  | 5     |
| Suisse (Schwaller) | – | – | – | – | – | – | – | – | – | –  | 3     |

### Match 7
| Équipes             | 1 | 2 | 3 | 4 | 5 | 6 | 7 | 8 | 9 | 10 | Total |
| ------------------- | - | - | - | - | - | - | - | - | - | -- | ----- |
| Canada (Middaugh)   | – | – | – | – | – | – | – | – | – | –  | 10    |
| Allemagne (Jentsch) | – | – | – | – | – | – | – | – | – | –  | 5     |

| Équipes               | 1 | 2 | 3 | 4 | 5 | 6 | 7 | 8 | 9 | 10 | Total |
| --------------------- | - | - | - | - | - | - | - | - | - | -- | ----- |
| États-Unis (Pustovar) | – | – | – | – | – | – | – | – | – | –  | 9     |
| Suisse (Schwaller)    | – | – | – | – | – | – | – | – | – | –  | 6     |

| Équipes              | 1 | 2 | 3 | 4 | 5 | 6 | 7 | 8 | 9 | 10 | Total |
| -------------------- | - | - | - | - | - | - | - | - | - | -- | ----- |
| Norvège (Ulsrud)     | – | – | – | – | – | – | – | – | – | –  | 9     |
| Australie (Millikin) | – | – | – | – | – | – | – | – | – | –  | 8     |

| Équipes                    | 1 | 2 | 3 | 4 | 5 | 6 | 7 | 8 | 9 | 10 | Total |
| -------------------------- | - | - | - | - | - | - | - | - | - | -- | ----- |
| Finlande (Uusipaavalniemi) | – | – | – | – | – | – | – | – | – | –  | 2     |
| Suède (Lindholm)           | – | – | – | – | – | – | – | – | – | –  | 0     |

| Équipes            | 1 | 2 | 3 | 4 | 5 | 6 | 7 | 8 | 9 | 10 | Total |
| ------------------ | - | - | - | - | - | - | - | - | - | -- | ----- |
| Écosse (Smith)     | – | – | – | – | – | – | – | – | – | –  | 8     |
| Danemark (Stjerne) | – | – | – | – | – | – | – | – | – | –  | 3     |

### Match 8
| Équipes              | 1 | 2 | 3 | 4 | 5 | 6 | 7 | 8 | 9 | 10 | Total |
| -------------------- | - | - | - | - | - | - | - | - | - | -- | ----- |
| Suisse (Schwaller)   | – | – | – | – | – | – | – | – | – | –  | 9     |
| Australie (Millikin) | – | – | – | – | – | – | – | – | – | –  | 3     |

| Équipes                    | 1 | 2 | 3 | 4 | 5 | 6 | 7 | 8 | 9 | 10 | Total |
| -------------------------- | - | - | - | - | - | - | - | - | - | -- | ----- |
| Finlande (Uusipaavalniemi) | – | – | – | – | – | – | – | – | – | –  | 1     |
| Canada (Middaugh)          | – | – | – | – | – | – | – | – | – | –  | 8     |

| Équipes          | 1 | 2 | 3 | 4 | 5 | 6 | 7 | 8 | 9 | 10 | Total |
| ---------------- | - | - | - | - | - | - | - | - | - | -- | ----- |
| Suède (Lindholm) | – | – | – | – | – | – | – | – | – | –  | 1     |
| Écosse (Smith)   | – | – | – | – | – | – | – | – | – | –  | 4     |

| Équipes             | 1 | 2 | 3 | 4 | 5 | 6 | 7 | 8 | 9 | 10 | Total |
| ------------------- | - | - | - | - | - | - | - | - | - | -- | ----- |
| Danemark (Stjerne)  | – | – | – | – | – | – | – | – | – | –  | 3     |
| Allemagne (Jentsch) | – | – | – | – | – | – | – | – | – | –  | 8     |

| Équipes               | 1 | 2 | 3 | 4 | 5 | 6 | 7 | 8 | 9 | 10 | Total |
| --------------------- | - | - | - | - | - | - | - | - | - | -- | ----- |
| États-Unis (Pustovar) | – | – | – | – | – | – | – | – | – | –  | 7     |
| Norvège (Ulsrud)      | – | – | – | – | – | – | – | – | – | –  | 8     |

### Match 9
| Équipes                    | 1 | 2 | 3 | 4 | 5 | 6 | 7 | 8 | 9 | 10 | Total |
| -------------------------- | - | - | - | - | - | - | - | - | - | -- | ----- |
| Finlande (Uusipaavalniemi) | – | – | – | – | – | – | – | – | – | –  | 6     |
| Danemark (Stjerne)         | – | – | – | – | – | – | – | – | – | –  | 8     |

| Équipes             | 1 | 2 | 3 | 4 | 5 | 6 | 7 | 8 | 9 | 10 | Total |
| ------------------- | - | - | - | - | - | - | - | - | - | -- | ----- |
| Suède (Lindholm)    | – | – | – | – | – | – | – | – | – | –  | 7     |
| Allemagne (Jentsch) | – | – | – | – | – | – | – | – | – | –  | 3     |

| Équipes               | 1 | 2 | 3 | 4 | 5 | 6 | 7 | 8 | 9 | 10 | Total |
| --------------------- | - | - | - | - | - | - | - | - | - | -- | ----- |
| États-Unis (Pustovar) | – | – | – | – | – | – | – | – | – | –  | 8     |
| Australie (Millikin)  | – | – | – | – | – | – | – | – | – | –  | 7     |

| Équipes            | 1 | 2 | 3 | 4 | 5 | 6 | 7 | 8 | 9 | 10 | Total |
| ------------------ | - | - | - | - | - | - | - | - | - | -- | ----- |
| Suisse (Schwaller) | – | – | – | – | – | – | – | – | – | –  | 6     |
| Norvège (Ulsrud)   | – | – | – | – | – | – | – | – | – | –  | 2     |

| Équipes           | 1 | 2 | 3 | 4 | 5 | 6 | 7 | 8 | 9 | 10 | Total |
| ----------------- | - | - | - | - | - | - | - | - | - | -- | ----- |
| Canada (Middaugh) | – | – | – | – | – | – | – | – | – | –  | 6     |
| Écosse (Smith)    | – | – | – | – | – | – | – | – | – | –  | 5     |

### Tie-break
| Équipes                    | 1 | 2 | 3 | 4 | 5 | 6 | 7 | 8 | 9 | 10 | Total |
| -------------------------- | - | - | - | - | - | - | - | - | - | -- | ----- |
| Finlande (Uusipaavalniemi) | – | – | – | – | – | – | – | – | – | –  | 8     |
| Norvège (Ulsrud)           | – | – | – | – | – | – | – | – | – | –  | 7     |

### Playoffs
|  | Demi-finales | Demi-finales |        |   | Finale | Finale |
|  | Demi-finales | Demi-finales |        |   | Finale | Finale |
|  |              |              |        |   |        |        |
|  |              |              |        |   |        |        |
|  |              |              |        |   |        |        |
|  | Canada       | 9            |        |   |        |        |
|  | Canada       | 9            |        |   |        |        |
|  | Finlande     | 2            |        |   |        |        |
|  | Finlande     | 2            | Canada | 7 |        |        |
|  |              |              | Canada | 7 |        |        |
|  |              | Suède        | 4      |   |        |        |
|  | Suède        | Suède        | 4      | 5 |        |        |
|  | Suède        |              |        | 5 |        |        |
|  | Écosse       | 3            |        |   |        |        |
|  | Écosse       | 3            |        |   |        |        |

|  | Médaille de Bronze |          |   |
|  |                    |          |   |
|  | Écosse             | Écosse   | 5 |
|  | Finlande           | Finlande | 6 |

#### Finale
| Équipes           | 1 | 2 | 3 | 4 | 5 | 6 | 7 | 8 | 9 | 10 | Total |
| ----------------- | - | - | - | - | - | - | - | - | - | -- | ----- |
| Suède (Lindholm)  | 0 | 0 | 2 | 0 | 0 | 1 | 1 | 0 | 0 | 0  | 4     |
| Canada (Middaugh) | 0 | 2 | 0 | 1 | 0 | 0 | 0 | 2 | 1 | 1  | 7     |

| Champion du monde de curling 1998 |
| --------------------------------- |
| Canada 25e titre                  |